# Jaroslav Janus
Jaroslav Janus (ur. 21 września 1989 w Preszowie) – słowacki hokeista, reprezentant Słowacji.

## Kariera
- HC 07 Preszów U-18 (2003-2004)
- HC 07 Preszów U-20 (2004-2005)
- Slovan Bratysława U-18, U-20 (2005-2007)
- Erie Otters (2007-2009)
- Norfolk Admirals (2009-2012)
  -  Florida Everblades (2010-2011)
- Slovan Bratysława (2012-2015)
- Sparta Praga (2015)
- HC Litvínov (2015-2017)
- Slovan Bratysława (2017)
- Bílí tygři Liberec (2017-2018)
- HC Litvínov (2018-2020)
- Fehérvár AV19 (2020-2021)
- SaiPa (2021-2022)
- HC Kladno (2022-)

Wychowanek klubu HC 07 Prešov. W drafcie do kanadyjskich rozgrywek juniorskich CHL w 2007 został wybrany przez klub Erie Otters z numerem 2, o czym przez dwa sezony grał w jego barwach w lidze OHL. W 2009 został wybrany w drafcie KHL przez Łokomotiw Jarosław (runda 2, numer 42) oraz w drafcie NHL przez Tampa Bay Lightning (runda 6, numer 162). Od czerwca 2012 zawodnik słowackiego klubu Slovan Bratysława. Od końca stycznia 2015 zawodnik Sparty Praga. Od czerwca 2015 do kwietnia 2017 zawodnik HC Litvínov. Od maja do września 2017 ponownie był zawodnikiem Slovana. Od listopada 2017 do kwietnia 2018 zawodnik Bílí tygři Liberec. Od maja 2018 ponownie zawodnik HC Litvínov. Po sezonie 2019/2020 odszedł z klubu. W listopadzie 2020 został bramkarzem węgierskiego Fehérvár AV19. Pod koniec listopada 2021 ogłoszono jego transfer do fińskiego klubu SaiPa. W styczniu 2022 przeszedł do HC Kladno.
Uczestniczył w turniejach mistrzostw świata w 2013, 2014, 2017.

## Sukcesy
Klubowe
- Puchar Caldera: 2012 z Norfolk Admirals

Indywidualne
- Mistrzostwa Świata Juniorów w Hokeju na Lodzie 2009/Elita:
  - Jeden z trzech najlepszych zawodników reprezentacji[13]
  - Skład gwiazd turnieju[14]
- KHL (2012/2013):
  - Czwarte miejsce w klasyfikacji meczów bez straty gola w sezonie zasadniczym: 5
- KHL (2013/2014):
  - Mecz Gwiazd KHL[15]